# Centropus andamanensis
Centropus andamanensis là một loài chim trong họ Cuculidae.